# Zalesie (powiat de Mońki)
Pour les articles homonymes, voir Zalesie.
Zalesie est un village polonais du district administratif de Mońki, dans le powiat de Mońki, voïvodie de Podlachie, au Nord-Est du pays. Il est situé à environ 6 km au Sud de Mońki et à 38 km au Nord-Ouest de la capitale régionale Białystok.